# Màxim (dorífor)
Màxim (Maximinus) va ser un oficial de l'exèrcit romà d'Orient del segle vi, actiu sota l'emperador Justinià I (r. 527–565). Dorífor de la guàrdia de Teodor, quan va estar a Àfrica el 537/539, va planejar una revolta contra el seu comandant. La conspiració va ser descoberta per Asclepíades, que va relatar el cas a Teodor. Volent evitar un nou aixecament de l'exèrcit, acabava de ser derrotada la revolta d'Estotzes a la batalla de les Escales Velles, Germà el va nomenar el seu propi dorífor. No obstant això, degut a la seva insistència en tramar conspiracions, el va fer crucificar o empalar a Cartago a la vista de la resta de soldats perquè servis d'exemple.